# 師子王正樹
師子王 正樹（ししおう まさき、1978年7月4日 - ）は、大阪府藤井寺市出身で八角部屋に所属した元大相撲力士。本名は野口 正樹。身長179cm、体重122kg。最高位は西幕下筆頭（2002年11月）。

## 経歴
藤井寺市立第三中学校では野球部に所属していたが、ドラマ『千代の富士物語』を見て力士を志した。大阪市阿倍野区でちゃんこ店を経営していた元幕下・雷光山の紹介で八角部屋に入門し、1994年3月場所で初土俵を踏む。同期・同部屋・同学年の雷光は、ともに大阪府出身で雷光山の紹介で入門したことまで共通している。1994年9月場所で序ノ口優勝決定戦に進み、1996年5月場所では序二段72枚目で7戦全勝、決定戦に進出した。翌場所初めて三段目に上がる。その後、序二段に落ちたりしたが、1997年7月場所から三段目に定着、1999年11月場所で初めて幕下60枚目に上がる。この地位で負け越してから三段目に落ち、1年間三段目の地位に居た。2000年11月場所で三段目優勝をしてから幕下に定着、2002年7月場所、幕下52枚目で6勝1敗。翌9月場所は23枚目まで上がり、7戦全勝の幕下優勝。11月場所では西幕下筆頭に番付を上げた。この場所2連勝とスタートを切ったが2連敗となり、3勝目を挙げた後3敗となり、7番相撲で勝ち越しと十両昇進を目指したが、十両の北桜に敗れて、負け越しとなった。翌2003年1月場所は5枚目まで下がり、この場所で負け越してから十両を狙える位置に戻ることはなかった。その後は怪我が癒えず、三段目に落ち、一時幕下に上がったが、上位に上がれず、2008年9月場所で再び三段目に落ちてから番付は下がる一方で、2009年7月場所で序ノ口に落ちた後、序二段に上がった2010年1月場所で引退した。稽古熱心であったが、17歳のときに首を痛めるなど怪我が多く、そのため頭で当たる立ち合いができなかった。
現役末期に引退後のことを考え、鍼灸師になることを思いつき、通信制の高校に入学した。引退後は師匠からマネージャーとして部屋に残り、通信制の高校を卒業して、鍼灸師の学校に通った。鍼灸師の学校を卒業後に鍼灸師とマッサージ師の試験に合格した。八角部屋の専属トレーナーとして活動する一方、武蔵野市に「はり灸マッサージ　ししおう」を開業した。

## エピソード
十両に上がれば、月給がもらえたり、付け人が付いたりするなど様々な特権が与えられるが、師子王が一番憧れていたのが「個室に住める」ことだった。しかし、十両に上がれなかったため、現役中は個室に入ることはなかった。引退後にマネージャーとして部屋に残り、部屋から通学を許可されたため、個室に住めることとなった。
十両昇進が懸かった一番の相手は北桜だったが、北桜も負ければ幕下陥落となり、無給になるため必死だった。この一番に師子王は負けたが、北桜はその後、巡業などで師子王を見かけると声を掛け、励まし続けた。
引退後に部屋で断髪式を行い、髪も整えたが、その翌日、バリカンで丸刈りにした。丸刈りにしたのは心機一転の意味だけでなく、髪の生え方を直そうとしたことだった。

## 改名
- 野口 正樹 （のぐち まさき）1994年3月場所-1995年3月場所
- 北勝若 正樹 （ほくとわか - ）1995年5月場所-2001年3月場所
- 師子王 正樹 （ししおう -  ）2001年5月場所-2010年1月場所